# Herminia Parra
Herminia Parra Morales (* 10. Juli 1997 in La Solana) ist eine spanische Sprinterin, die sich auf den 400-Meter-Lauf spezialisiert hat.

## Sportliche Laufbahn
Erste internationale Erfahrungen sammelte Herminia Parra im Jahr 2018, als sie bei den U23-Mittelmeer-Meisterschaften in Jesolo in 54,16 s den fünften Platz im 400-Meter-Lauf belegte. Anschließend schied sie bei den Mittelmeerspielen in Tarragona mit 53,63 s im Vorlauf aus und gewann mit der spanischen 4-mal-400-Meter-Staffel in 3:31,54 min die Bronzemedaille hinter den Teams aus Italien und Frankreich. Im August startete sie mit der Staffel bei den Europameisterschaften in Berlin und schied dort mit 3:33,18 min in der Vorrunde aus. Im Jahr darauf wurde sie bei den U23-Mittelmeer-Hallenmeisterschaften in Miramas in 56,90 s Fünfte und 2023 schied sie bei den Weltmeisterschaften in Budapest mit der Staffel mit 3:31,91 min im Vorlauf aus.
In den Jahren 2015 und 2016 sowie 2018 und 2020 wurde Parra spanische Meisterin in der 4-mal-400-Meter-Staffel.

## Persönliche Bestzeiten
- 400 Meter: 52,73 s, 30. Juli 2018 in Torrent
  - 400 Meter (Halle): 54,31 s, 11. Februar 2018 in Salamanca